# Постчињеничка политика
Постчињеничка политика (такође називана и постистинитна и постреална) је политичка култура у којој је дебата претежно усмерена тако да утиче на емоције, а не на политику, и у којој чињенице бивају игнорисане без обзира на аргументе. Постчињеничност се разликује од традиционалног оспоравања и фалсификовања чињеница тако што занемарује чињенице и стручна мишљења као споредне у односу на емоције. Иако је ово сматрано савременим проблемом, неки аутори га описују као дуготрајан део политичког живота који се није толико примећивао пре изума интернета и с њиме повезаним друштвеним променама.
Од 2018. политиколози примећују пораст постчињеничке политике у многим државама, поготово у САД, Великој Британији и Русији. Заједно са другим областима дискусије, ово је условљено комбинацијом двадесетчетворочасовног циклуса вести, неравнотеже у извештавању и повећане свеприсутности друштвених медија. Постчињеничност је 2016. изабрана као реч године оксфордског речника, због своје распрострањености у контексту референдума о Брегзиту и медијског покрића за председничке изборе у САД.

## Историја
Судећи по оксфордском речнику термин је први пут употребљен 1992. у есеју покојног српско-америчког драматурга Стива Тешича, објављеном у часопису The Nation. Тешич је писао да заједно са срамном истином о Вотергејту, прикривање истине о афери Иран-Контра и Заливском рату показује да смо ми као слободни људи одлучили да желимо да живимо у постчињеничком свету. 2004. Ралф Киз искористио је термин “постчињеничка ера” у својој књизи под истим насловом. Исте године је амерички новинар Ерик Алтерман, у својој анализи варљивих изјава Бушове администрације након напада 11. септембра, говорио о “постчињеничком политичком окружењу” и сковао термин “постчињеничко председништво”. У својој књизи Постдемократија, из 2004. Колин Крауч је употребио израз “постдемократија” као назив за модел политике где “избори свакако постоје и могу променити владе” али “је јавна изборна расправа стриктно контролисан спектакл којим управљају супарнички тимови стручњака за технике убеђивања и који узимају у обзир мали опсег проблема”. Крауч приписује “маркетиншки индустријски модел” политичке комуникације кризи поверења и оптужбама за неискреност које су неколико година касније други повезивали са постчињеничком политиком.
Термин постчињеничка политика сковао је блогер Дејвид Робертс у објави за Грист 1. априла 2010. када га је дефинисао као “политичку културу у којој је политчки систем(јавно мњење и медијске објаве) постао скоро потупно одвојен од политике(материја закона)”. Термин је почео широко да се употребљава током кампање за председничке изборе у САД 2016. и референдума Велике Британије о чланству у Европској унији 2016. Оксфордски речник објавио је да је “постчињеничност” реч 2016. године, јер је доживела пораст од 2000% у употреби у поређењу са 2015.
Џенифер Хокшилд, Х. Л. Џејн, професор устава на Харварду описао је пораст постчињеничности као повратак на 18овековно и 19овековно вођење политике и медија у САД, након чега је уследио период у 20. веку када су медији били релативно избалансирани, а реторика умањена. (Не нужно толико у Британији и другде; на пример, 1957. научница Кетлин Лонсдејл запазила је да је “за многе људе искреност у политици постала пародија…ко год слуша радио у друштву људи који критички размишљају зна колико дубоко је укорењен овај цинизам.”)
Рат памфлетима који је изникао из пораста штампања и писмености на почетку 17. века описан је као рани облик постчињеничке политике. Клеветнички и заједљиви памфлети штампани су јефтино и нашироко дељени, раскол који су створили довео је до ратова и револуција попут Енглеског грађанског рата и Америчког рата за независност.

## Опис
Дефинишуће својство постчињеничке политике је то да присталице упорно понављају аргументе који искључују било које друго гледиште, чак и када медији и независни стручњаци исте виде као неистините. На пример, током кампање за британски ЕУ референдум, Гласај за излазак су понављали тврдњу да чланство у ЕУ кошта 350 милиона фунти недељно, иако су касније почели да користе цифру као нето количину новца која се шаље директно Европској унији. Ову своту, која је игнорисала британски рабат и друге факторе, британски Завод за статистику описао је као потенцијално варљиву, а Институт за фискалне студије као недовољно прецизну и Би-Би-Си, Канал 4 и Full Fact су је одбили приликом провере података. Без обзира на ово, Гласај за излазак су наставили да користе своту као централни део кампање све до дана референдума, након чега су умањили јачину тврдње рекавши да је била само пример и истичући да је само предложена као могућа алтернативна употреба нето фондова који се шаљу у ЕУ. Тори МП и присталица кампање за излазак, која је напустила групу протествујући током кампање, критиковала је њену “постчињеничку политику”. Мајкл Дикон, парламентарни карикатуриста за Дејли телеграф, сажео је суштинску поруку постчињеничке политике као “Чињенице су негативне. Чињенице су песимистичне. Чињенице нису патриотске.” Додао је да постчињеничка политика такође може подразумевати одбијање партизанства и негативне кампање. У овом контексту присталице могу инсистирати на утопијској “позитивној кампањи” чије оповргавање се може одбацити као дискредиторско и застрашивање јавности и опозиције.
У својој најекстремнијој варијанти, постчињеничка политика може искористити завереништво. У овом облику, лажне гласине(као што су “биртхер” или “муслиман” теорије завере о Бараку Обами) постале су велика нова тема. У случају “пицагејт” завере, последица је био човек који је ушао у Comet Ping Pong пицерију и пуцао из АР-15 пушке.
За разлику од једноставног говорења неистина, писци попут Џека Холмса из Esquire (magazine), описују овај процес као нешто другачије:”Дакле, уколико не знаш шта је истина, можеш рећи шта желиш и неће бити лаж”.

## Покретачи
Џејсон Харсин, стручњак за медије и политику, сковао је 2015. термин “режим постчињеничке политике”, који обухвата многе њене аспекте. Он тврди да су услови за настанак постчињеничког друштва последице скупа конвергентних догађаја као што су: повезаност когнитивне науке са политичком комуникацијом (што подразумева мешање у перцепцију и веровања одређеног дела популације микротаргетингом(коришћењем гласина) и сличним техникама), фрагментарна контрола приступа модерним, централизованим мас медијима, који увелико користе туђе извештаје и ексклузиве, презасићеност економије информацијама и убрзањем, садржај прилагођен корисницима, све мање поузданих људи на власти који би правили разлику између истине и лажи, тачног и нетачног, алгоритми који управљају оним што се појави на друштвеним мрежама и претраживачима приказујући шта корисник жели, а не шта је чињеница, новине уништене скандалима о плагијаторству, преварама, пропагандом, променом вредности вести. Ови догађаји су се збили у позадини економске кризе, умањујући и усмеравајући трендове ка традиционалнијим таблоидним причама и стилу писања познатом као таблоидизација и инфотеинмент (кованица енглеских речи које значе “информација” и “забава”).
Иако неки од ових догађаја (попут таблоидизације новина) могу заличити на повратак у прошлост, ефекат њихових спајања је социо-политички феномен, који превазилази раније форме новинарства у намерној искривљености и борби. Много је сајтова који преиспитују чињенице и поспешују гласине, али они нису у стању да уједиње подељену публику (подељену по пажњи) и њихово поверење/неповерење у друге. Харсин је употребио термин “режим постчињеничке политике” уместо само “постчињеничка политика”. Професионална пан-партизанска политичка комуникација супарнички манипулише комуникацијом.

### Велико медијско тржиште
За перципирани успон постчињеничке политике окривљено је неколико трендова из области медија. Један од фактора је и ширење државних новинских агенција у САД попут Си-Си-Ти-Ви, Русија данас и Глас америке, који утичу на западњачку публику. Петер Померантсев, британско-руски новинар који је радио за Ти-Ен-Ти у Москви, сматра да је један од њихових главних циљева делегитимизација западњачких институција, укључујући и структуру владе, демократију и људска права. Од 2016. поверење у популарне медије у САД је на историјски ниском нивоу. Сугерисано је да под овим условима проверавање чињеница од стране медија није добило на популарности међу широм јавношћу и да се политичари окрећу драстичнијој реторици.
Многа медијска тржишта воде политику непристрасности или макар настоје да буду непристрасни. Многи аутори истичу да, у одређеним случајевима, ово води до неуравнотежености, навике придавања подједнаке важности неподржаним и дискредитованим тврдњама, без испитивања њихове чињеничке основе. Двадесетчетворочасовно кружење вести такође значи да се новинске куће константно баве истом јавном личношћу, што политичари који разумеју пи ар користе, јер представљање и личност могу више утицати на јавност од самих чињеница. Истовремено, тврдње праћене против-тврдњама обезбеђују вишедневни материјал за насловне странице науштрп дубље анализе случаја.

### Друштвене мреже и интернет
Друштвене мреже креирају додатну димензију, јер комуникација наглашава уверења, поготово ако је праћена изолацијом у којој алгоритам претпоставља које информације желимо. Овде доминира једно политичко гледиште и не успева надзор тврдњи, што допушта да се развије паралелни медијски екосистем сачињен од сајтова, издавача и канала који могу понављати постчињеничке тврдње без оповргавања. У оваквој околини постчињеничке кампање могу игнорисати проверу података и одбацити их као предрасуде. Главна уредница Гардијана, Катарина Винер пребацила је део кривице на пораст кликбајтова, чланака сумњиве садржине са варљивим насловима, дизајнираних да се шерују. Она каже да долази до јурњаве за јефтиним кликовима на рачун тачности и истинитости, што умањује значај новинарства и истине. 2016. Дејвид Микелсон, кооснивач snopes.com, сајта која испитује чињенице и открива лажне тврдње, описао је појаву друштвених мрежа и лажних вести као прекретницу рекавши: “Нисам сигуран да бих ово назвао постчињеничким добом, али…дошло је до отварања бране и све се излива. Којештатије навире брже него што можете да је пумпате назад”.
Дигитално доба омогућава било коме са рачунаром и приступом интернету да своје мишљење објави као чињеницу, што при том може бити легитимисано путем ехо дворана и тако што корисници потврђују објаве других корисника. Суд о садржају се може донети на основу броја прегледа објаве, стварајући атмосферу засновану на кликбајту који је усмерен ка емоцијама уместо ка проучаваним чињеницама. Садржај са више прегледа непрекидно кружи по разним интернет круговима, без обзира на његову легитимност. Неки чак тврде да мноштво чињеница достпуних у било које доба путем интернета води до креирања става усмереног на знање основних тврдњи и информација уместо на знање фундаменталних истина или формулисања пажљиво промишљених ставова. Интернет омогућава људима да изаберу одакле добијају информације због чега могу да оснаже своје ставове.

### Поларизована политичка култура
Истовремено са успоном постчињеничке политике постоји и поларизованост политичких уверења. Студије истраживачког центра Pew рађена са одраслим Американцима закључује да они са стриктнијим идеолошким уверењима, била она левичарска или десничарска имају бујицу информација другачију од оних са помешаним политичким уверењима и веома другачију једни од других. Како нове технологије све више улазе у свакодневни живот грађана, тако подаци постају све приступачнији. Опсесија подацима и статистиком продрла је и на политичку сцену, те се политичке дебате и говори испуњавају комадићима информација које су погрешно протумачене, лажне или извучене из контекста. Сензационалне телевизијске вести наглашавају велике изјаве и објаве о политичарима. Овакво медијско обликовање личности утиче на то како јавност види политичке проблеме и кандидате.

## Супротна гледишта
У уводу New Scientist истакнуто је да би се циник вероватно запитао да ли су политичари уопште више неискрени него раније и хипотетисано је да мале лажи шапнуте у одабране уши сада чују сви. Такође, Винер каже да исто као што су неким неистинама олакшале ширење, друштвене мреже су спречиле ширење других, као пример каже да би лажну причу “истина” таблоидних новина The Sun о Хилзбуршкој катастрофи и учешћу полиције у заташкивању било тешко уопште замислити у добу друштвених мрежа. Новинар Џорџ Жилет наговештава да термин “постчињеничко” грешком спаја искуствено и етичко расуђивање, он пише да је наводни “постчињенички” покрет заправо побуна против тога што стручно економско мишљење постаје замена за политичко расуђивање засновано на вредностима.
Тоби Јанг, пишући за The Spectator, назвао је овај термин клишеом који селективно користи пре свега левица с намером да нападне универзалне идеолошке предрасуде, тврди да смо сви ми “постистинари” и вероватно смо то одувек и били. The Economist ову тврдњу назива задовољавајућом, изналазећи, међутим, квалитативну разлику између политичких скандала претходних генерација (оних око Суетског канала или афере Иран-контра која укључује покушај прикривања истине) и савремених где су јавне чињенице напросто игнорисане. Тако и Алексиос Манцарлис из Поинтер института каже да политичке лажи нису новина и наводи неколико политичких кампања из историје које би се данас описале као постчињеничке. Сматра да је “постчињеничка” етикета, донекле, била механизам ношења са нападима на не било које, већ на чињенице које су срж система веровања присталица, такође је забележио да је 2016. била оштра година за политичаре са обе стране Атлантика. Манцарлис бележи још и да заинтересованост за проверавање чињеница никада није била овако висока, сугеришући тиме да макар део гласачког тела одбацује постчињеничку политику.

## Употребе
Пост-чињеничка политика је примењена као политичка протологизам на широк спектар политичке културе; један чланак у The Economist идентификовао је пост-чињеничку политику у Аустрији, Немачкој, Северној Кореји, Пољској, Русији, Турској, Уједињеном Краљевству и САД.

### Немачка
Gesellschaft fur deutsche Sprache (Друштво за немачки језик) је децембра 2016. године именовало “postfaktisch” (постчињеничка) за реч године, такође употребљавана је у вези са порастом десничарског популизма од 2015. године па на даље. Од 1990-их, “постдемократија” се све више употребљава у социологији.

### Индија
Амалија Гопалакришнан, колумнисткиња за The Times of India, идентификовала је сличности између Трампа и Брегзит кампања са једне стране и политизованих проблема у Индији попут случаја Ишрат Јахан и случаја који је у току против Теста Саталвалда са друге стране, где су оптужбе о подметању доказа и негационизам резултирали “идеолошким застојем”.

### Уједињено Краљевство
Рана употреба фразе у британској политици била је марта 2012. године од стране члана шкотског парламента и Шкотске Лабуристичке партије Ијан Греја приликом критиковања разлика између тврдњи Шкотске националне партије и званичне статистике. Вођа Лабудиста Џим Марфи такође је описао испод површински ток пост-чињеничке политике у ком људи “убију гласника” када им представи чињенице које не подржавају њихово виђење, видевши ову појаву међу учесницима кампање који подржавају независност на Референдуму о независности Шкотске 2014, присталицама Џеремија Корбина приликом Лабуристчког избора за лидерство 2015. године и присталицама излазне кампање у предстојећем референдум за ЕУ чланство.
Пост-чињеничка политика је ретроактивно идентификована у ономе што је водило Ирачком рату, нарочито након Чиликотовог извештаја који је издат јула 2016. године, а који закључује да је Тони Блер погрешно изнео војнообавештајне податке да би подржао свој поглед о напредности Ирачког програма хемијског оружја.
Фраза је почела нашироко да се користи током Референдума о чланству Уједињеног Краљевства у ЕУ да би се описала кампања одласка. Фесал Исла, политички уредник за Sky News је рекао да је Мајкл Гов употребљавао “постчињеничку политику” преузету из Трампове кампање; нарочито, Говов коментар у интервјуу “мислим да људи у овој држави имају довољно стручњака” који је издвојен као илустрација тренда постчињеничке политике. Такође, Арон Банкс, оснивач незваничне ЕУ одлазне кампање, каже да “чињенице не раде… мораш да се повежеш са људима на емоционалном нивоу. То је Трампов успех.” Андреа Ладсом, истакнута присталица кампање одласка на ЕУ референдуму и једна од два коначна кандидата у изборима за лидера Конзервативне странке - издвојена је као постчињеничка политичарка, нарочито након порицања да је омаловажила Терезу Меј јер нема деце у интервјуу за Тајм, упркос транскриптима као доказима.

### Сједињене Америчке Државе
У свом оригиналном облику, фраза “пост-чињеничка политика” употребљавана је да би се описала парадоксна ситуација у САД где је Републиканска странка (која примењује строжу партијску дисциплину него Демократска партија) ипак била у могућности да представи себе као спремнију за кооперацију, пошто је постојала већа вероватноћа да ће индивидуалне демократе подржати републиканску политику него обрнуто. Термин је употребљен од стране Пол Кругмана у да би описао председничку кампању Мит Ромнија 2012. годне у којој одређене тврдње – као та да је Барак Обама смањио трошкове одбране и да је отпочео “туру извињења”- настављају да се понављају дуго након што су оповргнуте. У реалности, иако се потрошња одбране САД није смањила, представљено као проценат БДП, смањили су се са високих 5,7% БДП 2010. године на око 5,2% 2012. године, да би пала на 4 процента до 2015. године. Слично томе, иако није било извињења, Обамина администрација је описала његове спољно политичке посете као “хватање у коштац са историјом”, у покушају да измири грешке из прошлости.
У прегледу за Harvard Gazette, Кристофер Робичад – предавач етике и јавне политике на Универзитету Харвард Кенеди - описао је теорије завере у вези легитимности избора и политичар, као што је “биртхер” идеја да Барак Обама није заправо рођени држављанин САД, као једна од нуспојава постчињеничке политике. Робичад је упоредио понашање кандидата пратећи спорне резултате избора 2000. године у којима се Ал Горе сложио и подстакао своје присталице да прихвате резултат Буш против Гора. Слично томе, Роб Бостон, који пише за The Humanist, видео је пораст у теоријама завере кроз амерички јавни живот, укључујући ”birtherism”, порицање климатских промена и одбацивање еволуције, које су идентификоване као резултат постчињеничке политике, ништа од постојања обимних и широко доступних доказа против ових теорија завера није успорило њихов раст.
Године 2016, ознака “постчињеничка” је нарочито распрострањено употребљавана да опише председничку кампању Доналда Трампа, укључујући од стране професора Данијела Дрезнера у The Washington Post, Џонатана Фриленда у Гардијану, Крис Чилиза у Индепенденту, Џет Хер у Њу рипаблику, Џејмс Кирчика у Лос Анђелес Тајмс, и од стране неколико професора устава и историје на Харварду. У 2017, Њујок тајмсу, Вашингтон пост и други, указали су на лажи и неистине у Трамповим изјавама након избора. Бивши председник Барак Обама је изјавио да нови екосистем медија “значи да је све тачно и ништа није тачно”.

### Политика животне средине
Иако постоји консензус међу научницима да људске активности доприносе глобалном загревању, неколицина политичких партија у свету чини порицање климатске промене као основу њихове политике. Ове партије су оптужене за употребу техника постчињеничке политике да нападну еколошке мере које се боре против климатских промена да користе донорима индустрија. Током курса већине скорашњих избора 2016. године, САД је видео многе који поричу климатске промене да су се издигли на власт, као што је нов руководилац Агенције за заштиту животне средине Пруит, заменивши Обаминог одређеника Џин Макартнија. У Аустралији, опозивање цене угљеника од стране владе Тонија Абота је описано у Тhe Age као “дно постчињеничке политике”.

## Решења
Технолошке компаније и владе почеле су да улажу напор у савладавање изазова постчињеничке политике. У чланку Global Policy, професор Нејеф Ал Родан предлаже четири одговора:
1. Побољшати технолошке алате за проверавање чињеница. - На пример, Немачка је већ писала фејсбуку да уведе филтер за лажне вести.
2. Већа укљученост и видљивост научника и научне заједнице. - Британија, на пример, има низ парламентарних комитета у којима се научници позивају да сведоче и презентују своја истраживања да би информисали законодавце.[68]
3. Већа акција владе. - У државама попут Чешке, нове јединице су успостављене како би се решио проблем лажних вести.[69] Најбитнији изазов је осигурати да такви напори не буду употребљени као алат за цензуру.
4. Секуритизација лажних вести. - Битно је односити се према постчињеничкој политици као према питању безбедности и уложити глобални напор да се супротстави овом феномену. Марта 2017. године, ОХЦХР, ОЕБС и Организација америчких држава издали су заједничку декларацију "Слобода изражавања и лажних вести, дезинформације и пропаганда" у којој су упозорили на ефекте лажних вести, а у исто време осудили било који покушај цензуре[70][71] од стране држава.

Психолошко решење укључује вакцину против лажних вести коју су предложили истраживачи са Универзитета у Кембриџу.